# Kwadi jezik
Kwadi jezik (bakoroka, cuanhoca, cuepe, curoca, koroka, makoroko, mucoroca; ISO 639-3: kwz), danas izumrli jezik centralne skupine južnoafričkih kojsanskih jezika, kojim se govorilo na jugozapadu Angole. 
Svega tri govornika služila su se njime 1971. (E. O. J. Westphal); prema Winteru (1981), ovaj jezik je izumro. Dijalekt: zorotua (vasorontu).

## Vanjske poveznice
- Ethnologue (14th)
- Ethnologue (15th)